# Нуров, Лочин
Лочин Нуров (1934, аул Пилдони, Таджикская ССР — 4 декабря 1992, Шаартузский район, Таджикистан) — советский таджикский сельскохозяйственный деятель, бригадир хлопководческой бригады колхоза имени Ломоносова. Герой Социалистического Труда (1972). Погиб во время гражданской войны в Таджикистане.

## Биография
Лочин Нуров родился в 1934 году в ауле Пилдони (Джиргатальский район, Таджикская ССР). По национальности — таджик. Начал свою трудовую карьеру в обычным работником колхоза. В 1952 году поступил в школу механизаторов, а в 1953 году окончил её. В том же году стал трактористом. С 1954 по 1958 годы служил в рядах Советской армии. После увольнения в запас, продолжил работу в колхозе, занимал должности бригадира-механика и бригадира в комплексной механизированной бригаде.
В 1965 году был назначен на должность бригадира в хлопководческую бригаду колхоза имени Ломоносова. Бригада, Нурова постоянно перевыполняла планы по сбору хлопка. По итогом Восьмой пятилетки, он был удостоен ордена Октябрьской революции. В 1972 году бригада вновь достигла высоких результатов и 14 декабря того же года Лочин Нуров был удостоен звания Героя Социалистического Труда. Затем продолжал работать в том же колхозе. Несколько раз принимал участие в Выставке достижений народного хозяйства СССР (ВДНХ).
Проживал в Шаартузском районе. Нуров погиб 4 декабря 1992 года во время гражданской войны в Таджикистане.

## Награды
Лочин Нуров был удостоен следующих наград и званий:
- Звание Герой Социалистического Труда (Указ Президиума Верховного Совета СССР от 14 декабря 1972) — «за большие успехи, достигнутые в увеличении производства и продажи государству хлопка, других продуктов земледелия, и проявленную трудовую доблесть на уборке урожая»
Золотая медаль «Серп и Молот» (14 декабря 1972 — № 15198);
Орден Ленина (14 декабря 1972 — № 421140);
- Орден Октябрьской Революции (8 апреля 1971),
- Почётная Грамота Президиума Верховного Совета Таджикской ССР;
- две золотые и две серебряные медали ВДНХ;
- также был награждён другими медалями.